# Turistički vodič
Vodič izleta (SAD) ili turistički vodič (Europa) je osoba koja pruža pomoć, informacije o kulturnoj, povijesnoj i suvremenoj baštini individualnim klijentima ili osobama u organiziranim razgledavanjima u obrazovnim ustanovama, vjerskim i povijesnim mjestima kao što su; muzeji i na raznim mjestima turistički atraktivnih destinacija. Vodiči izleta klijente također vode na izlete na otvorenom. Takva putovanja uključuju planinarenje, rafting, alpinizam, penjanje po stijenama, skijanje i snowboarding u prirodi, ribolov i biciklizam.

## Povijest
U Japanu je u 18. stoljeću putnik mogao platiti turističkog vodiča ili koristiti pisane vodiče kao što je Keijō Shōran (Izvrsni pogledi na Kyoto) Kaibare Ekkena.

## Opis

### U Europi
Definicija CEN-a (Europskog odbora za standardizaciju) za "turističkog vodiča"- dio rada CEN-a na definicijama za terminologiju unutar turističke industrije - je "osoba koja vodi posjetitelje na jeziku po njihovom izboru i tumači kulturnu i prirodnu baštinu područja, koja obično posjeduje kvalifikaciju specifičnu za područje koju obično izdaje i/ili priznaje odgovarajuće tijelo." CEN također definira "voditelja izleta" kao "osobu koja upravlja i nadzire itinerar u ime turoperatora, osiguravajući da se program provodi kako je opisano u programu turoperatora i prodaje se putniku/potrošaću, koja pruža lokalne praktične informacije".
U Europi, turističke vodiče predstavlja FEG, Europska federacija udruga turističkih vodiča. U Europi je kvalifikacija turističkog vodiča specifična za svaku zemlju; u nekim slučajevima kvalifikacija je nacionalna, u nekim je slučajevima podijeljena na regije. U svim slučajevima to je ugrađeno u obrazovnu etiku te zemlje. EN15565 je Europski standard za Obuku i Kvalifikacije turističkih vodiča. 

### U Australiji
U Australiji turistički vodiči moraju imati položen najmanje Certifikat lll Vođenje. Oni pripadaju nekoliko organizacija, posebice Udruženju profesionalnih turističkih vodiča Australije [PTGAA] i Vodičima Australije [GOA].
Prema Kodeksu ponašanja turističkih vodiča Australije, vodiči se moraju obvezati na:
- Pružanje profesionalne usluge posjetiteljima - osiguravajući da se prema njima postupa s poštovanjem, brigom i predanošću kroz vođenja.
- Pružanje objektivnih i pravednih tumačenja posjećenih mjesta.
- Edukaciju posjeiteljima o potrebi poštivanja naše dragocjene prirodne i kulturne baštinske sredine, minimizirajući naš trag i utjecaj.
- Ponašanje tako da pridonose državi i njenoj promociji kao turističke destinacije.
- Redovito ažuriranje svojih znanja i vještine vođenja kroz obuku, profesionalni razvoj i aktivnosti umrežavanja.
- Kontinuirano održavanje važećeg Certifikata ll iz prve pomoći i oživljavanja.
- Vlastito osiguranje od odgovornosti (ako su samozaposleni)

### U Japanu
U Japanu se od turističkih vodiča zahtjeva da polože certifikacijski ispit kod povjerenika Japanske agencije za turizam te da se registriraju u relevantnim prefekturama. Nelicentirani vodiči uhvaćeni u obavljanju aktivnosti vodič-tumač mogu se suočiti s novčanom kaznom do 500 000 jena.

### U Indiji
U Indiji je obavezno imati licencu koju je odobrilo Ministarstvo turizma (Indija) za službeni rad turističkog vodiča. Vlada izdaje licencu regionalnom turističkom vodiču te provodi Program obuke vodiča ba regionalnoj razini (RLGTP). Ovi programi i obuke provode se pod vodstvom Indijskoj instituta za upravljanje turizmom i putovanjima (IITTM)  ili drugih instututa priznatih od strane vlade.

### U Južnoj Africi
U Južnoj Africi se od turističkih vodiča traži da se registriraju u skladu sa Zakonom o turizmu 3,  2014. Obuku mora provoditi edukator kojeg je ovlastilo Tijelo za obrazovanje sektora za kulturu, umjetnost, turizam, ugostiteljstvo i sport.

## Vanjske poveznice
- World Federation of Tourist Guide Associations
- European Federation of Tourist Guide Associations